# Endre Molnár
Endre Molnár (* 23. Juli 1945 in Gheorgheni, Rumänien) ist ein ehemaliger ungarischer Wasserballer.
Endre Molnár stammt aus Gheorgheni (deutsch Niklasmarkt, ungarisch Gyergyószentmiklós) in Siebenbürgen. Er spielte bei Spartacus Budapest.
Molnár gewann vier olympische Medaillen. Er wurde mit der ungarischen Wasserball-Nationalmannschaft 1976 Olympiasieger in Montreal. 1972 gewann er Silber, 1968 und 1980 jeweils Bronze. 1973 wurde er Weltmeister, 1974 und 1977 Europameister. 